# Sławomir Melak
Sławomir Krzysztof Melak (ur. 23 września 1953 w Warszawie, zm. 22 lutego 2024) – polski działacz opozycyjny okresu PRL.

## Życiorys
Syn Józefa Melaka i Donaty Mazińskiej, miał braci: Andrzeja, Stefana i Arkadiusza.
W latach 1974–1989 był członkiem Kręgu Pamięci Narodowej. Od 1979 roku działał w Konspiracyjnym Komitecie Katyńskim, a w lipcu 1981 roku był w gronie inicjatrowów postawienia pierwszego w Polsce pomnika poświęconego upamiętnieniu ofiar zbrodni katyńskiej na Cmentarzu Wojskowym na Powązkach w Warszawie. Był także działaczem Konfederacji Polski Niepodległej.
W okresie PRL był organizatorem i uczestnikiem uroczystości oraz manifestacji patriotycznych, a także drukarzem i kolporterem ulotki oraz wydawnictw drugiego obiegu. 

## Wybrane odznaczenia
- Krzyż Oficerski Orderu Odrodzenia Polski (2006)[4]
- Krzyż Wolności i Solidarności (2019)[5][1][3],
- Srebrny Medal „Zasłużony Kulturze Gloria Artis” (2007)[6][1]